# Josef Römer
Josef „Beppo“ Römer (* 17. November 1892 in München; † 25. September 1944 in Brandenburg an der Havel) war ein deutscher Jurist. Innerhalb seiner politischen Laufbahn war er deutscher Freikorpsführer, später Kommunist, Stabsoffizier und Widerstandskämpfer gegen den Nationalsozialismus.

## Leben
Römer schlug 1911 die Offizierslaufbahn als Fahnenjunker ein, wurde während des Ersten Weltkriegs Hauptmann und schied Anfang 1919 aus der Armee aus. 1919 beteiligte er sich als einer der Führer des Freikorps Oberland an der Niederschlagung der Münchner Räterepublik, war Gründungsmitglied der völkisch-nationalistischen Offiziersvereinigung Eiserne Faust und bekämpfte 1920 den Ruhraufstand der Roten Ruhrarmee im Ruhrgebiet. Im dritten der Aufstände in Oberschlesien war er bei der Erstürmung des Annaberges beteiligt.
Ab 1919 studierte er Rechts- und Staatswissenschaften in München, wurde 1922 in Würzburg zum Dr. jur. promoviert und war Justiziar beim Hugo-Stinnes-Konzern in Dortmund. 1923/24 war er Beauftragter der Deutsch-Türkischen Handelsgesellschaft in der Türkei, von 1925 bis 1927 Geschäftsführer der Arbeitsgemeinschaft der deutschen Landindustrien und von 1927 bis 1932 Syndikus der Landkultur AG in Berlin.
In den 1920er Jahren näherte sich Römer über einen Schulfreund, den Landtagsabgeordneten Otto Graf, an die Kommunistische Partei Deutschlands an. Ab 1923 war Römer für den Nachrichtendienst der KPD tätig. Für diesen veröffentlichte er unter Pseudonym wirtschafts- und innenpolitische Artikel in der Zeitschrift Die Neue Front, die von ihm von 1924 bis 1926 im Auftrag des KPD-Nachrichtendienstes herausgegeben wurde und der Zersetzung der rechtsorientierten Wehrverbände dienen sollte. Im Jahr 1932 wurde Römer Herausgeber und Redakteur der Monatszeitschrift Der Aufbruch, um die sich ein Kreis von Linksintellektuellen sammelte.
Bereits kurz nach der „Machtergreifung“ wurde er von Anfang Februar 1933 bis zum Mai 1933 im Berliner Columbiahaus inhaftiert.
Im Juni 1934 wurde Römer erneut verhaftet. Bis 1939 blieb er im Konzentrationslager Dachau interniert. Er kehrte nach der Entlassung nach Altenkirchen zurück. Ab Juni 1940  war er als Privatsekretär des Generaldirektors Alfred Pott (1882–1951) bei der Graf v. Ballestremschen Güterdirektion in Gleiwitz/Oberschlesien angestellt. Sein Dienstort war das Büro der Betriebsabteilung in Berlin Unter den Linden. Gemeinsam mit ihm arbeitet dort auch Nikolaus von Halem (1905–44). Im Oktober 1941 kündigte Römer seine Stelle ohne Angabe von Gründen.

## Widerstandskreise in der Künstlerkolonie
Der Schriftsteller Willy Sachse gehörte zu einer kommunistischen Widerstandsgruppe im Berliner Norden. Die illegalen Schriften der Gruppe RAS ("Revolutionäre Arbeiter und Soldaten") wurden auf dem Gelände des Segelclubs „Wiking“ in Tegel hergestellt. Weitere Mitglieder der Gruppe waren der Schauspieler Hans Meyer-Hanno mit seiner Frau Irene, der Arbeiter Fritz Riedel, dessen Schwester Martha Butte, ihr Mann Fritz und Alja Blomberg.
Im Frühjahr 1940 stellte der Widerstandskreis um Römer Verbindungen zu John Sieg, Arthur Sodtke und Robert Uhrig her, der um 1940 als Kopf des kommunistischen Widerstandes in Berlin galt. Uhrig konnte über Römer seine Verbindung nach München zur Hartwimmer-Olschewski-Gruppe und schließlich bis nach Tirol ausdehnen.
Die wichtigste illegale Flugschrift war der Informationsdienst, eine Untergrundzeitschrift, die Römer mit Uhrig herausgab. Der Informationsdienst erschien 1941 fast jeden Monat. Verschickt wurden die Schriften von verschiedenen Postämtern aus an Adressen in Deutschland und im Ausland, sogar an die Front unter Feldpostnummern. Der Informationsdienst „rief zu Sabotageakten auf und bemühte sich um Informationen zur wirtschaftlichen und militärischen Lage. Ziel der Gruppe war die Errichtung eines sozialistischen Staates nach dem Sturz der Hitler-Diktatur.“
Seit 1941 trafen sich Alexander Graf Stenbock-Fermor und Römer aus Sicherheitsgründen nicht mehr in Privatwohnungen in der Künstlerkolonie, sondern meistens in einem Schwimmbad.
Anfang 1942 deckte die Gestapo den Römer-Kreis auf. Am 19. Juni 1944 verurteilte der Volksgerichtshof Josef Römer, Willy Sachse, Arthur Sodtke, Robert Uhrig und Fritz Riedel zum Tode. Am 25. September 1944 wurde Römer mit dem Fallbeil im Zuchthaus Brandenburg hingerichtet.

## Ehrungen
- In Fredersdorf-Vogelsdorf bei Berlin wurde eine Straße nach ihm „Beppo-Römer-Straße“ benannt.
- Von 1961 bis 1969 trug ein Torpedoschnellboot der Volksmarine (Projekt 183) den Namen Josef Römer.
- im Gamengrund gibt es seit 1974 einen Gedenkstein, der an die Kommunisten Josef Römer, Willy Sachse, Fritz Riedel und Kurt Ritter erinnert.